# Хьюм, Бенита
Бени́та Хьюм (англ. Benita Hume; 14 октября 1906[…], Лондон — 1 ноября 1967[…] или 1 ноября 1968, Egerton, Кент) — британо-американская актриса театра, кино и телевидения.

## Биография
Бенита Хьюм родилась 14 октября 1906 года в Лондоне. С 1924 года начала играть в театрах, с 1925 года — сниматься в кино. В 1930 году впервые посетила США, где сыграла на Бродвее. В дальнейшем актриса часто и подолгу бывала в этой стране. Всего за 13 лет (1925—1938) она появилась в 42 фильмах производства Великобритании и США, но после замужества бросила кино. В 1953—1955 годах снялась в двух телесериалах, и на этом её актёрская карьера была окончена.
Бенита Хьюм скончалась 1 ноября 1967 года (Библиотека Конгресса ошибочно утверждает, что 1968 года) в деревне Эгертон (Кент, Англия) от рака кости.

### Личная жизнь
- 30 сентября 1938 года Хьюм вышла замуж за известного английского актёра Рональда Колмана (1891—1958). Пара состояла в браке до самой смерти мужа, осталась дочь Джульетта (1944 — ?).
- 10 февраля 1959 года Хьюм вышла замуж за не менее известного английского актёра Джорджа Сандерса (1906—1972). Пара состояла в браке до самой смерти актрисы, детей не было.

## Работы в театре
Великобритания
- 1924 — Лондонская жизнь / London Life
- 1927 — Случайное знакомство / Chance Acquaintance

США
- 1930 — Симфония в двух квартирах / Symphony in Two Flats — Лесли Фуллертон

## Избранная фильмография

### Широкий экран
- 1925 — Счастливый конец[англ.] / The Happy Ending — мисс Мун
- 1927 — Лёгкое поведение / Easy Virtue — телефонистка (в титрах не указана)
- 1928 — Верная нимфа[англ.] / The Constant Nymph — Антония Сангер, дочь австрийского композитора
- 1929 — Государственная измена[англ.] / High Treason — Эвелин Сеймур
- 1929 — Вредитель[англ.] / The Wrecker — Мэри Шелтон
- 1931 — Летучий дурак[англ.] / The Flying Fool — Мэрион Ли
- 1931 — Счастливый конец[англ.] / The Happy Ending — Ивонна
- 1932 — Обслуживание для леди[англ.] / Service for Ladies — графиня Рикарди
- 1932 — Леди лорда Камбера[англ.] / Lord Camber's Ladies — Джанет Кинг
- 1933 — Забегая вперёд[англ.] / Looking Forward — миссис Изобель Сервис
- 1933 — Корабль-казино[англ.] / Gambling Ship — Элеанор Ла Вэль
- 1933 — Только вчера[англ.] / Only Yesterday — Филлис Эмерсон
- 1934 — Частная жизнь Дон Жуана / The Private Life of Don Juan — Дона Долорес, Леди-Загадка
- 1934 — Еврей Зюсс / Jew Süss — принцесса Мария Августа Турн-и-Таксис
- 1935 — Весёлый обман[англ.] / The Gay Deception — мисс Чэннинг
- 1936 — Дело об убийстве в саду[англ.] / The Garden Murder Case — медсестра Битон
- 1936 — Сьюзи[англ.] / Suzy — Диана Эйрилл
- 1936 — Побег Тарзана[англ.] / Tarzan Escapes — Райта Паркер
- 1937 — Конец миссис Чейни / The Last of Mrs. Cheyney — Китти Уинтон

### Телевидение
- 1953 — Театр «Четыре звезды»[англ.] / Four Star Playhouse — миссис Бозанке (в эпизоде Ladies on His Mind)
- 1954—1955 — Холлы из Лиги Плюща[англ.] / The Halls of Ivy — Виктория Кромвель Холл, жена президента колледжа Лиги плюща (в 38 эпизодах)

### Сценарист
- 1953 — Театр «Четыре звезды»[англ.] / Four Star Playhouse — эпизод Love at Sea